# Akodon iniscatus
Akodon iniscatus är en däggdjursart som beskrevs av Thomas 1919. Akodon iniscatus ingår i släktet fältmöss, och familjen hamsterartade gnagare. IUCN kategoriserar arten globalt som livskraftig. Inga underarter finns listade i Catalogue of Life.
Denna fältmus förekommer i centrala Argentina och angränsande områden av Chile. Habitatet utgörs av den patagoniska stäppen.